# Kim Lip (cantora)
Kim Jung-eun (em coreano:  김정은; Cheongju, 10 de fevereiro de 1999), mais conhecida como Kim Lip, é a sexta integrante do grupo feminino LOONA a ser revelada, além de fazer parte da segunda sub-unidade do grupo, LOONA / Odd Eye Circle. Ela estreou com o lançamento do single Kim Lip em 23 de maio de 2017. Desde a sua saída da Blockberry Creative em 2023, Kim Lip participou do retorno do Odd Eye Circle com o lançamento do extended play <Versions Up> e posteriormente estrou no ARTMS junto as suas colegas de grupo.

## Vida pessoal
Jung-eun nasceu em 10 de fevereiro de 1999, sendo a caçula de dois irmãos. Ela tem uma irmã mais velha. Durante o ensino fundamental, Kim Lip se matriculou em uma academia de dança depois que sua mãe disse que ela precisava perder peso. Isso despertou nela o amor pela dança e canto, tratando-se da época em que ela começou a sonhar em se tornar uma ídolo de k-pop. Kim Lip também integrou o time de natação de sua escola por cerca de sete anos. Kim Lip conheceu Chuu no ensino fundamental, e eles cursaram os três anos do ensino médio juntas.
Kim Lip fez diversas audições sem sucesso para empresas de entretenimento antes de ser contatada via Instagram pela Blockberry Creative por volta de janeiro de 2016. Depois de se tornar uma trainee da Blockberry, Kim Lip esperava ser selecionada para o novo projeto da empresa, o girl group LOONA. Depois de esperar por 1 ano e 3 meses, Kim Lip foi escolhida para estrear como a sexta integrante do grupo.

## Carreira

### 2017: Revelação, Woomanna, ODD EYE CIRCLE, CéCi China
Em 11 de maio de 2017, o teaser "Who's Next Girl?" para o novo membro do LOONA foi lançado, e quatro dias depois, Kim Lip foi revelada como a sexta integrante, o que surpreendeu muitos fãs que esperavam que Jinsoul seria a próxima integrante do grupo após sua aparição em "Everyday I Need You" de ViVi. Kim Lip lançou seu single homônimo em 23 de maio de 2017. Kim Lip apareceu na primeira e segunda temporadas do webdrama Woomanna como a estudante universitária Kim Jung-eun. Em 29 de agosto, foi revelada como membro da segunda sub-unidade do grupo, LOONA / Odd Eye Circle, ocupando a posição de líder. Kim Lip foi a capa da edição de outubro de 2017 da revista CéCi China, concedendo uma longa entrevista.

### 2018: “See Saw” e estreia no LOONA
Em janeiro de 2018, Kim Lip participou de uma canção junto a Chuu e Go Won, “See Saw”. Em 9 de fevereiro, Kim Lip se formou na Hanlim Multi Arts High School junto de sua colega de grupo, Chuu. Em 20 de agosto, Kim Lip estreou oficialmente na formação completa do grupo LOONA com o lançamento do extended play [+ +], junto com a faixa-título "Hi High".

### 2022-2023: Turnê mundial, rescisão de contrato e saída da Blockberry Creative
Em 31 de maio de 2022, foi lançado o pôster oficial de anúncio nas mídias sociais do LOONA sobre sua primeira turnê mundial, chamada LOONA 1st World Tour: [LOONATHEWORLD]. Kim Lip não compareceu ao evento Meet & Greet em Chicago, Illinois, por razões de saúde. Em 28 de novembro, todos os membros do LOONA, com exceção de HyunJin e ViVi, entraram com liminares para suspender seus contratos exclusivos com a Blockberry Creative. Quatro meses depois, em março de 2023, foi anunciado que Heejin, Kim Lip, Jinsoul e Choerry assinaram contratos de agenciamento com a MODHAUS, sendo posteriormente reveladas como parte de um projeto de reestreia chamado “ARTMS Strategy”. Em 1º de dezembro, o primeiro single do ARTMS, lançado ainda na fase de pré-estreia do grupo, “The Carol 3.0”, é disponibilizado nas plataformas de streaming.